# Бре (Мајен)
Бре (фр. Brée) насеље је и општина у западној Француској у региону Лоара, у департману Мајен која припада префектури Лавал.
По подацима из 2011. године у општини је живело 547 становника, а густина насељености је износила 33,33 становника/km². Општина се простире на површини од 16,41 km². Налази се на средњој надморској висини од 80 метара (максималној 125 m, а минималној 72 m).

## Демографија
| 1962. | 1968. | 1975. | 1982. | 1990. | 1999. | 2011. |
| ----- | ----- | ----- | ----- | ----- | ----- | ----- |
| 498   | 504   | 515   | 540   | 482   | 459   | 547   |

График промене броја становника у току последњих година